# Llanura nordeuropea
La llanura nordeuropea (en alemán: Norddeutsches Tiefland; en polaco: Niż Środkowoeuropejski, esto es llanura central europea) es una región geomorfológica en Europa. Consiste principalmente de llanuras entre las tierras altas centroeuropeas al sur y el mar del Norte y el Báltico en el norte. Estos dos mares están separados por la península de Jutlandia. La llanura nordeuropea está conectada con la llanura europea oriental, juntas forman la Gran llanura europea.

## Ubicación
La llanura nordeuropea la comparten una pequeña parte del norte de Francia, Bélgica, los Países Bajos, Alemania, Dinamarca y Polonia; igualmente, toca la República Checa. Partes de la Inglaterra oriental puede también considerarse parte de la llanura; pues comparten su carácter de tierra baja y estuvo conectada por tierra con ella durante la última edad de hielo.

## Geografía
La llanura centroeuropea se encuentra en la zona de una gran depresión tectónica , que se llenó de sedimentos en el Mesozoico y el Terciario y luego se cubrió con formaciones posglaciales en el Cuaternario. El basamento cristalino más antiguo sale a la superficie sólo en los bordes norte y sur de las Tierras Bajas.
El relieve de la mayor parte de la superficie de las tierras bajas fue moldeado durante la glaciación del Pleistoceno por el glaciar escandinavo. En las zonas de las Tierras Bajas, a las que sólo llegaron las glaciaciones más antiguas, este relieve ya se ha borrado, pero todavía existe en la llanura danesa y en la parte norte de las Tierras Bajas de Alemania y Polonia. Varias cadenas de morrenas terminales corren latitudinalmente a través de las tierras bajas, reflejando etapas individuales de glaciación. En los lados interiores de las morrenas finales hay superficies montañosas de morrenas inferiores , y en los lados exteriores de las morrenas finales hay grandes llanuras aluviales con valles marginales de hielo delante de ellas. El relieve de las Tierras Bajas no es monótono.
La elevación oscila entre el nivel del mar y los 200 m. Mientras que la mayor parte es tierra agrícola, la región contiene también pantanos, brezales y lagos. En la costa del mar del Norte, se encuentra el mar de Wadden, una gran zona de marea. En la costa del mar Báltico, se encuentra la laguna de Pomerania, la del Vístula y la laguna de Curlandia, una serie de grandes lagunas de agua dulce.
La formación vegetal original de la llanura centroeuropea eran los bosques: caducifolios en el oeste (hayas y robles), en el este una mezcla de coníferas y caducifolios (incluidos pinos y abetos). Los arenales dieron paso a pinares y brezales. Este estado ha cambiado casi por completo como resultado de la actividad humana a largo plazo, hoy los bosques son restos naturales, especialmente en el oeste de las tierras bajas.
Las elevaciones de la llanura nordeuropea varían entre 0 y 200 m (0 a aproximadamente 650 pies). Si bien la región se utiliza principalmente como tierra de cultivo, también contiene pantanos, brezales y lagos. El mar de Frisia, una gran zona de mareas, se encuentra en la costa del mar del Norte.
En la costa del mar Báltico se encuentran varias lagunas de agua dulce, como la laguna de Szczecin, la laguna del Vístula y la laguna de Curlandia.

### Ríos
La naturaleza de la red fluvial de la llanura centroeuropea está determinada por dos factores: el relieve posglacial y la pendiente de la superficie hacia el norte. Los ríos de la llanura polaca fluyen de sur a norte, pero cambian su dirección a una dirección más latitudinal (occidental) donde utilizan la red de valles marginales de hielo. Los tramos de meridianos son desfiladeros a través de terraplenes de morrenas. El régimen fluvial de las tierras bajas es típicamente atlántico en el oeste y se vuelve cada vez más oriental a medida que se avanza hacia el este.
Las principales cuencas hídricas son, de oeste a este: Rin, Ems, Weser, Elba, Oder y Vístula.

## Historia
La Llanura nordeuropea,  ha jugado un papel crucial en la historia del continente. Sus suelos fértiles y su vasta geografía la convirtieron en una región atractiva para diversas civilizaciones, y su ubicación estratégica permitió que fuera un cruce de caminos de diferentes culturas e imperios.
La primera ocupación significativa de la Llanura nordeuropea por potencias externas ocurrió durante la expansión del Imperio Romano en el siglo I a. C. Los romanos se aventuraron en la zona, que en ese momento estaba habitada por una variedad de tribus germánicas. Aunque los romanos nunca controlaron por completo toda la llanura, establecieron una serie de puestos militares a lo largo de los márgenes de la región, particularmente cerca de los ríos Rin y Danubio, para proteger las fronteras del imperio de incursiones por parte de estas tribus. La influencia romana en la región aún se puede observar hoy en día a través de sitios arqueológicos, caminos y fortificaciones construidas durante este período.
Tras la caída del Imperio Romano en el siglo V, la Llanura nordeuropea se fragmentó cada vez más. Las tribus germánicas que alguna vez fueron dominantes, como los francos, visigodos y vándalos, formaron nuevos reinos en el contexto del colapso del imperio. La región también fue testigo del ascenso de los pueblos eslavos, quienes se expandieron hacia el este a través de la llanura, contribuyendo aún más a la complejidad cultural y política de la zona.
Durante el período medieval, la Llanura nordeuropea se convirtió en un campo de batalla para diversas potencias. El Sacro Imperio Romano Germánico, que surgió en el siglo IX, ejerció una considerable influencia sobre gran parte de la porción occidental de la llanura. Mientras tanto, las partes orientales vieron el ascenso de estados poderosos como el Reino de Polonia y el Gran Ducado de Lituania. La región también se vio fuertemente impactada por la expansión del cristianismo, con la influencia de la Iglesia Católica Romana y la Iglesia Ortodoxa Oriental moldeando su paisaje religioso.
Durante la época moderna temprana, la Llanura nordeuropea fue central en los conflictos entre los emergentes estados nacionales, incluidos el Imperio Sueco, la Mancomunidad Polaco-Lituana y Rusia. La Guerra de los Treinta Años (1618–1648) y las guerras subsecuentes en los siglos XVII y XVIII dieron forma a las fronteras políticas de la región. Para el siglo XIX, la llanura había pasado a formar parte de las luchas geopolíticas entre Rusia, Prusia y Austria.
En el siglo XX, la Llanura nordeuropea fue una vez más escenario de intensos conflictos, especialmente durante ambas Guerras Mundiales. La importancia estratégica de la región quedó subrayada por las invasiones alemanas en las dos guerras mundiales. Después de los conflictos, la Guerra Fría dividió la llanura entre los países de la OTAN en el oeste y el bloque soviético en el este.
Hoy en día, la Llanura nordeuropea alberga a muchas naciones modernas y sigue siendo un centro de actividad política, cultural y económica en Europa. Su historia refleja la compleja interacción de imperios, estados y pueblos que han habitado la región durante milenios.

## Bélgica y los Países Bajos
Históricamente, en especial durante la Edad Media y principios de la Edad Moderna, la sección occidental ha sido conocida como los Países Bajos.

## República Checa
Sólo la pequeña parte en el extremo meridional de la llanura nordeuropea llamada llanura de Silesia (antiguamente llanura del Oder) recorre el territorio checo en cuatro extremidades separadas.

## Alemania

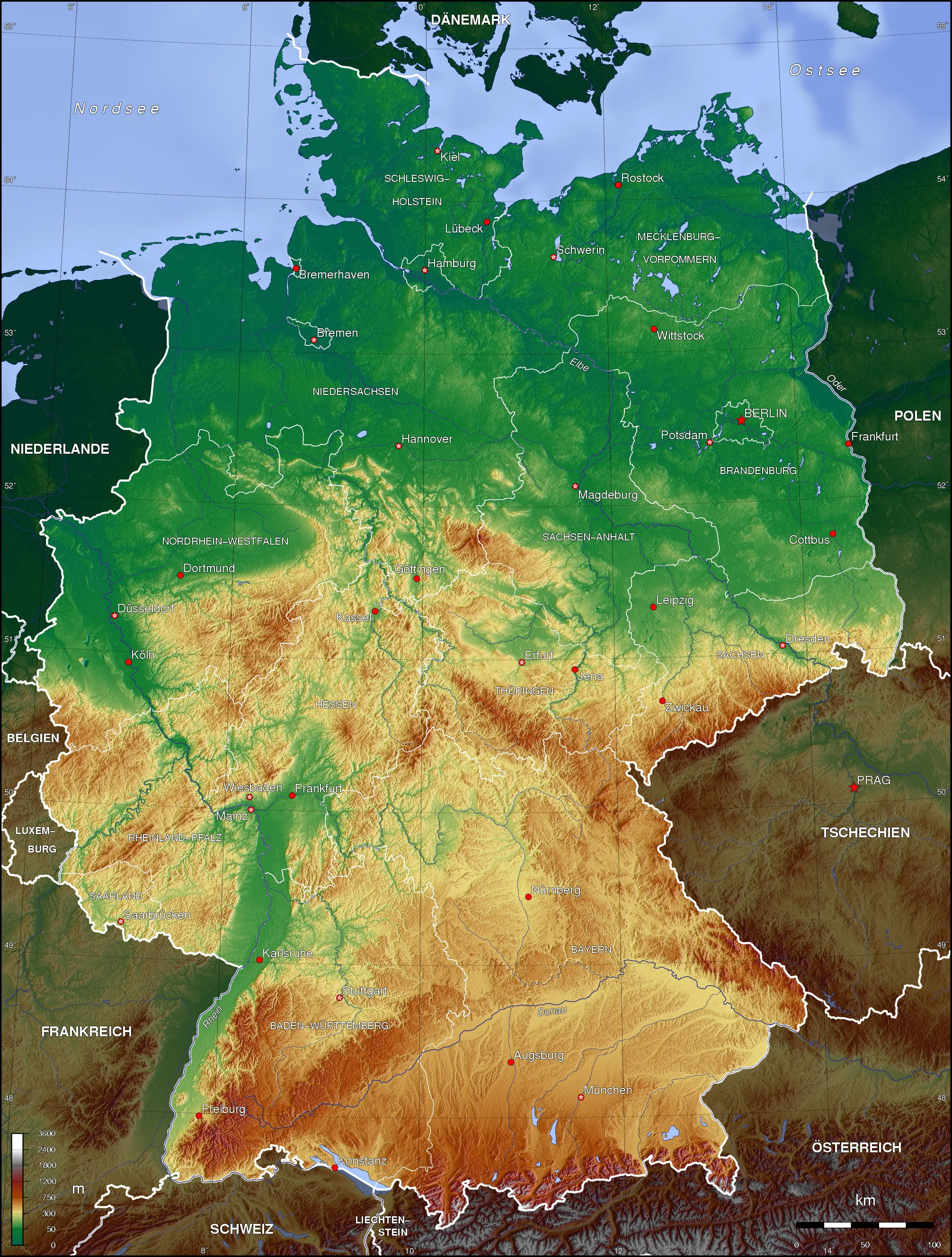
Mapa topográfico de Alemania (fronteras de los estados de Alemania aproximadamente a partir de 1990).

La moderna parte alemana de las tierras bajas europeas septentrionales también es conocida como la llanura alemana septentrional. Gran parte de la llanura alemana septentrional no se encuentra a más de 100 metros sobre el nivel del mar. En la costa del Mar del Norte, la llanura es muy plana y se compone en gran parte de marismas y llanuras de marea. Frente a la costa se encuentran las islas de Frisia Oriental y Frisia del Norte, que se consideran una continuación de la llanura alemana septentrional, que se separó del continente después de las inundaciones durante la Edad Media.
A lo largo de la costa del Mar Báltico, la llanura se encuentra con escarpados acantilados de piedra caliza que se formaron durante las edades de hielo . La llanura está cubierta de arena a lo largo de la costa, mientras que en el interior hay marismas y páramos. Frente a la costa, cerca de Stralsund, se encuentra Rügen , que es la isla más grande de Alemania.
Los estados de Schleswig-Holstein, Hamburgo, Brema, Mecklemburgo-Pomerania Occidental, Brandeburgo, Berlín, gran parte de la Baja Sajonia y Sajonia-Anhalt, y partes de Sajonia y Renania del Norte-Westfalia se encuentran en esta región.
Durante la Guerra Fría, la llanura septentrional alemana se consideró una posible ruta de invasión del Pacto de Varsovia a Alemania Occidental.
En esta zona se encuentras los siguientes parques, Parque Nacional Jasmund, Parque Nacional Müritz, Parque Nacional Elbtalaue y el Parque nacional del mar de Frisia de Schleswig-Holstein.

## Polonia
La parte en lo que hoy es Polonia se llama llanura polaca (polaco, Niż Polski o Nizina Polska) y se extiende desde el mar Báltico en el norte hasta los Sudetes y los Cárpatos en el sur.

## Inglaterra
La extensión de la llanura a Inglaterra consiste principalmente en tierras planas de East Anglia, los Fens y Lincolnshire, donde el paisaje es en algunas partes sorprendentemente similar al de los Países Bajos.

## Importancia geopolítica
La gran planicie ininterrumpida de la llanura nordeuropea ofrece muy poca protección geográfica contra las invasiones.  Este ha sido un problema constante para los estados cuyo corazón se encuentra en la llanura europea. Históricamente, las llanuras han sido escenario de numerosas batallas e invasiones, ya que ofrecen un acceso relativamente fácil a los países vecinos y ofrecen un espacio abierto para la maniobra de los ejércitos. También tiene un papel importante en la Unión Europea como región clave para el comercio y la industria. La política agrícola común de la UE, que regula la producción agrícola, también está muy influenciada por las llanuras. Las llanuras también son un importante centro de producción de energías renovables. Además, las llanuras también acogen muchos de los sitios históricos y culturales más importantes de Europa. 
La llanura nordeuropea sirve como puerta de entrada entre Europa occidental y el este. Conecta las principales potencias europeas e históricamente ha sido un cruce de rutas comerciales, lo que le convierte en una zona crucial para el comercio y el transporte. Su ubicación también le ha convertido en un punto focal de estrategias y alianzas militares a lo largo de la historia. Con su abundancia de recursos naturales y el acceso a las rutas de transporte, la llanura del norte de Europa se ha convertido en un centro industrial. Es la sede de los principales centros de fabricación, puertos y redes de infraestructuras que contribuyen significativamente a la economía europea.

## Importancia económica
El suelo fértil de la llanura centroeuropea, sus abundantes recursos naturales, su ubicación estratégica y su infraestructura desarrollada la convierten en una región económica clave en Europa, apoyando la agricultura, la industria, el transporte y el comercio.
La llanura nordeuropea se caracteriza por su suelo fértil, particularmente los suelos de loess y aluviales, que son muy favorables para la agricultura. Esto ha convertido a la región en una de las áreas agrícolas más importantes de Europa. Los cultivos principales incluyen trigo, cebada, centeno, avena, remolacha azucarera y papas. La producción agrícola de la región es crucial tanto para el consumo interno como para la exportación.
En cuanto a desarrollo industrial la llanura aloja varias ciudades industriales importantes tales como Berlín, Varsovia y Moscú. Estas ciudades son centros de manufactura, tecnología y servicios. Asimismo la llanura nordeuropea tiene acceso a importantes recursos naturales, incluyendo carbón, gas natural y minerales, que han impulsado el crecimiento industrial.
El terreno llano de la llanura ha facilitado el desarrollo de extensas redes de transporte, incluyendo carreteras, ferrocarriles y ríos. Los ríos Rin, Elba y Óder, entre otros, son vitales para el transporte fluvial. La llanura sirve como un importante corredor comercial entre Europa Occidental y Oriental, mejorando la integración económica y facilitando el movimiento de bienes y servicios a través del continente.
La llanura nordeuropea alberga algunas de las ciudades más grandes y económicamente significativas de Europa, incluyendo Berlín, Varsovia y Moscú. Estas ciudades contribuyen significativamente a las economías regionales y nacionales. Las condiciones favorables para la vida en la llanura han llevado a altas densidades de población, creando grandes mercados laborales y estimulando la actividad económica.
Para los países dentro de la Unión Europea, la llanura nordeuropea se beneficia de las políticas económicas y financiamiento de la UE, que apoyan el desarrollo de infraestructura, subsidios agrícolas y proyectos de desarrollo regional. La llanura facilita la cooperación económica transfronteriza, contribuyendo a la estabilidad política y económica en la región.